# Nakaseke (district)
Le district de Nakaseke est un district d'Ouganda. Sa capitale est Nakaseke.